# Горне Семеровце
Горне Семеровце (словац. Horné Semerovce) — село, громада округу Левіце, Нітранський край. Кадастрова площа громади — 10.09 км².
Населення 633 особи (станом на 31 грудня 2018 року).

## Історія
Горне Семеровце згадується 1276 року.

## Населення
| Рік:            | 1994. | 2004.   | 2014.   | 2024.   |
| --------------- | ----- | ------- | ------- | ------- |
| Кількість осіб: | 638   | 625     | 612     | 640     |
| Різниця:        |       | -2,03 % | -2,08 % | +4,57 % |

| Рік:            | 2023. | 2024.   |
| --------------- | ----- | ------- |
| Кількість осіб: | 633   | 640     |
| Різниця:        |       | +1,10 % |